# メルセデス・F1 W03
メルセデス・F1 W03 (Mercedes F1 W03) は、メルセデスAMGが2012年のF1世界選手権参戦用に開発したフォーミュラ1カー。テクニカルディレクターのボブ・ベルらが開発を担当した。

## 概要
F1 W03はメルセデスワークスが復活してから3作目のマシンとなる。チームはファクトリーでの準備期間を伸ばすため、オフシーズン3回に限られる合同テストのうち、最初のヘレステストでの使用を見合わせ、2回目のバルセロナテストからトラックデビューさせた。

### ダブルDRS

#### フロントウィング
フロントウィングには2010年限りで禁止されたFダクトの応用版を組み込み、ドラッグを減らして直線スピードを上げているとみられる（2011年シーズンからこの装置をテストしていた）。情報開示が無いため詳細は不明だが、専門家により様々な推測がなされている。
ひとつは、ノーズ先端の吸気口から取り入れた空気が3系統に分岐し、フロントウィングのステー内部を通って、ウィング裏側のスリットから放出されるという考察で、その経路からWダクトと呼ばれる。直線走行中は3系統すべてが機能するが、コーナリング中はノーズに気流の当たる角度が変わり、片側のウィングにのみ効果が生じるとみられる。この方式はドライバーが操作する手動式ではなく、受動式であるためレギュレーションには抵触しない。

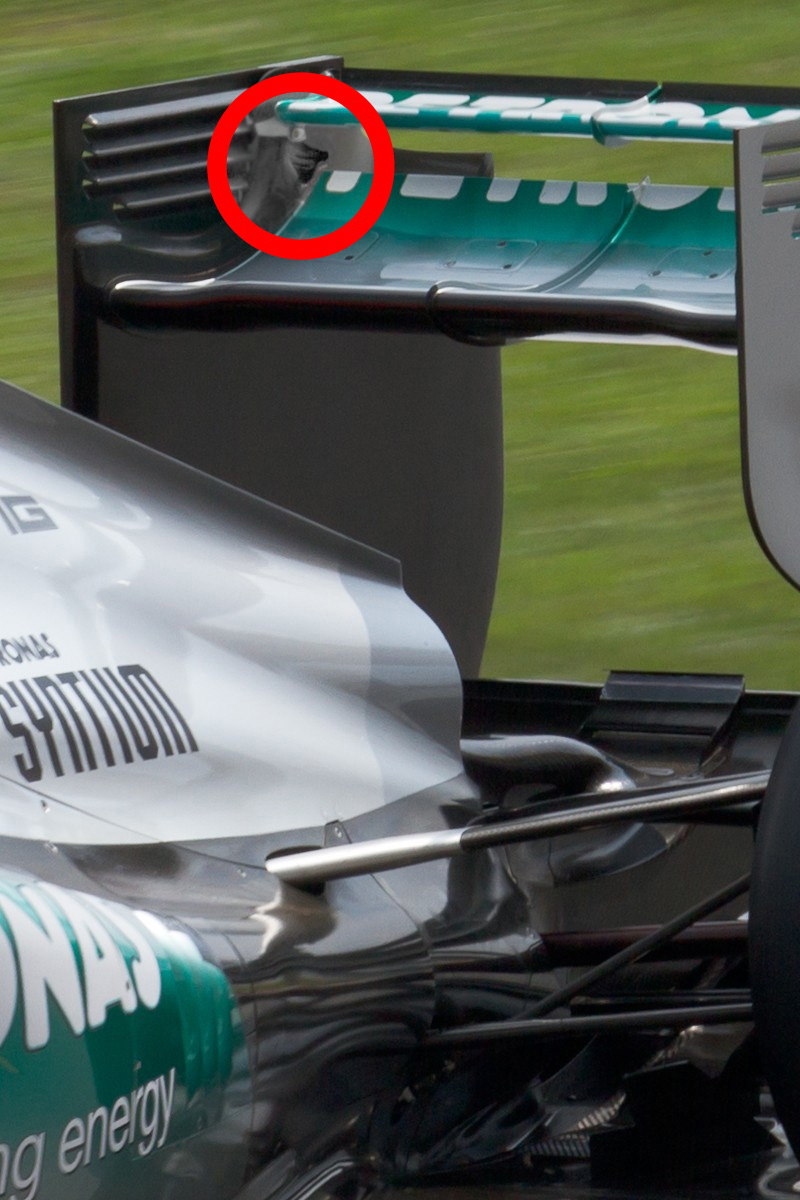
DRS作動時に現われる翼端板の穴(赤丸内)

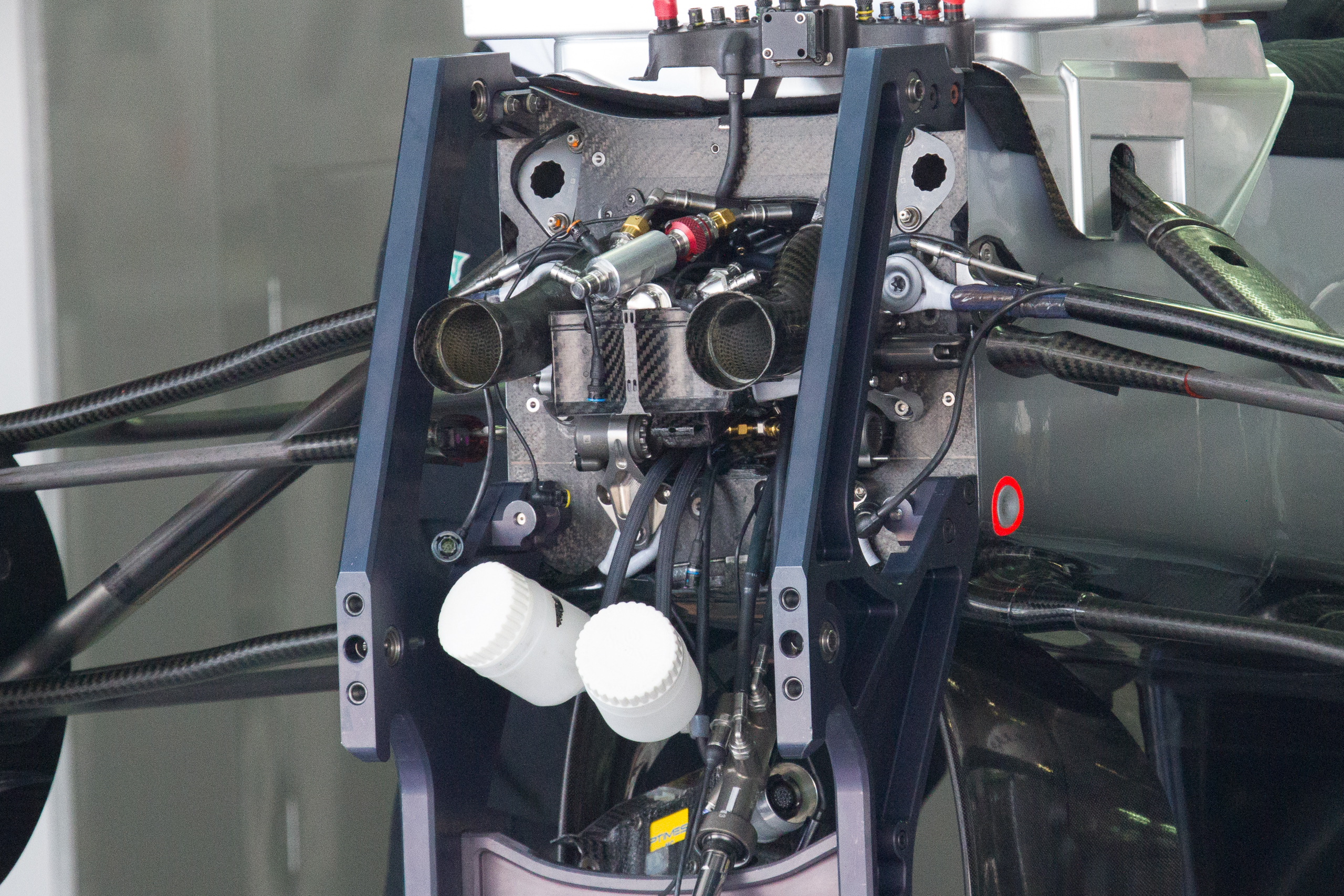
フロントバルクヘッドにはダブルDRS用と思われる2本のパイプが見える（日本GP）

その後登場した考察では、リアウィングのドラッグリダクションシステム (DRS) に連動するシステムと考えられている。直線区間でドライバーがDRSを作動させるとリアウィングのフラップが開くが、その際、左右の翼端板内側に「穴」が露出する。この穴から取り入れた空気を2本の通気管を通してフロントまで導き、Fダクトを作動させるという複雑な方法である。このシステムはマスコミや関係者の間では、DRSの作動で前後ウイングを同時に失速させる事からダブルDRSと呼ばれた。DRSは決勝レースではオーバーテイク時しか使用できないが、予選では自由に使用できるため、予選タイムの向上が期待できる。
この方式はDRSの操作に関連するため、「ドライバーの動作を利用して車両の空力学的特性を変更してはならない」とする禁止事項（テクニカルレギュレーション第3条15項）に抵触するか微妙な部分がある。FIA技術責任者のチャーリー・ホワイティングは「完全にパッシブ（受動的）なシステム」であるとして合法と判断したが、レッドブルやロータスは違法との見解を示した。ロータスは第3戦中国グランプリ前にFIAに正式に抗議の申し立てを行ったものの、FIA側は改めて合法であるとの立場でこの申し立てを却下した。
このシステムはマシンの前後をつなぐ配管など構造が複雑であるため、シーズン中に追随するチームは現れなかった。また、あえて導入するほどの効果はないとの意見もあった。FIAは2013年シーズンからDRS連動型の装置を禁止すると発表した。

#### リアウィング
第12戦ベルギーGPより、先にロータスが開発していたリアウィング用ダブルDRSのテストも開始した（当初は「トリプルDRS」とも呼ばれた）。このシステムは厳密にはDRSの動作には関連しておらず、エアボックス両脇から取り入れた空気でリアウィングを失速させる「受動式Fダクト」のようなものである。ロータスは空気をメインプレート内部へ注入しているが、メルセデスの場合はメインプレート裏側の中央付近へ吹き付ける形としている。ロータスと同じく金曜フリー走行で評価テストを続けたが、シーズン中の実戦投入には至らなかった。

## 2012年シーズン
第3戦中国GPの予選ではフロントローを独占し、ニコ・ロズベルグが自身初のポール・トゥ・ウィンを達成。メルセデスワークスとしては1955年の最終戦以来となる1勝をえた。ミハエル・シューマッハは第6戦モナコGPで幻のポールポジション、第8戦ヨーロッパGPでは現役復帰後初の表彰台を獲得した。しかし、後半戦は失速してプライベーターチームにも後塵を拝するようになり、終盤6戦は1回しか入賞できなかった。
F1 W03は予選一発の速さに比べるとレースペースの悪さやタイヤのデグラデーションが問題となり、レース中に順位を落とすケースが目立った。また、シューマッハの場合はマシントラブルやピット作業のミスが多発した。
チーム首脳のロス・ブラウンは、ダブルDRSによってフロントウィングの形状が制限され、"狡猾な"テクノロジーの開発に遅れをとったと語った。また、ノルベルト・ハウグはコアンダ・エキゾーストの投入が遅れたことや、風洞施設の拡張にともなう作業中断が影響したと説明した。

## スペック

### シャーシ
- シャーシ名 F1 W03
- 全長 4,800 mm
- 全幅 1,800 mm
- 全高 950 mm
- シャーシ構造 カーボンファイバー/ハニカムコンポジット構造
- サスペンション 独立懸架 ダブルウィッシュボーン 前プッシュロッド/後プルロッド トーションバー・ダンパー
- ダンパー ペンスキー
- ホイール BBS 鍛造マグネシウム
- ブレーキキャリパー ブレンボ
- ブレーキディスク・パッド ブレンボ カーボンファイバーディスクブレーキ
- タイヤ ピレリ P Zero
- ギアボックス セミオートマチック 電子油圧制御シーケンシャル 7速＋リバース1速 成型アルミニウムケース
- クラッチ カーボンプレート
- エレクトロニクス MES-マイクロソフト スタンダードECU
- ステアリング ラック・アンド・ピニオン（パワーアシスト付）カーボンファイバー製ステアリング・ホイール
- 重量

### エンジン
- エンジン名 メルセデス・ベンツ FO108Z
- 気筒数・角度 V型8気筒・90度
- 排気量 2,400 cc
- 最高回転数 18,000 rpm (FIA規定値)
- バルブ数 32
- ピストンボア 98 mm (FIA規定値)
- 重量 95 kg （FIA規定最低重量）

## 記録
| 年   | No. | ドライバー   | 1   | 2   | 3   | 4   | 5   | 6   | 7   | 8   | 9   | 10  | 11  | 12  | 13  | 14  | 15  | 16  | 17  | 18  | 19  | 20  | ポイント | ランキング |
| 年   | No. | ドライバー   | AUS | MAL | CHN | BHR | ESP | MON | CAN | EUR | GBR | GER | HUN | BEL | ITA | SIN | JPN | KOR | IND | ABU | USA | BRA | ポイント | ランキング |
| ---- | --- | ------------ | --- | --- | --- | --- | --- | --- | --- | --- | --- | --- | --- | --- | --- | --- | --- | --- | --- | --- | --- | --- | -------- | ---------- |
| 2012 | 7   | シューマッハ | Ret | 10  | Ret | 10  | Ret | Ret | Ret | 3   | 7   | 7   | Ret | 7   | 6   | Ret | 11  | 13  | 22  | 11  | 16  | 7   | 142      | 5位        |
| 2012 | 8   | ロズベルグ   | 12  | 13  | 1   | 5   | 7   | 2   | 6   | 6   | 15  | 10  | 10  | 11  | 7   | 5   | Ret | Ret | 11  | Ret | 13  | 15  | 142      | 5位        |

- 太字はポールポジション、斜字はファステストラップ。(key)